# Martin Pederson
Pour les articles homonymes, voir Pederson.
Martin Pederson  (5 décembre 1921-1er septembre 2001) est un fermier et homme politique provincial canadien de la Saskatchewan. Il est chef du Parti progressiste-conservateur de la Saskatchewan de 1958 à 1968.

## Biographie
Né sur la ferme familiale près de Hawarden (en) en Saskatchewan, Pederson sert dans la Royal Air Force lors de la Seconde Guerre mondiale. Nommé président provincial et vice-président national de l'Association des jeunes conservateur, ainsi que président de l'Association du Parti progressiste-conservateur de la Saskatchewan, il devient chef du parti en 1958. Entre-temps, il travaille comme fermier et courtier dans une compagnie d'assurances.
Lors des élections de 1960, ses premières en tant que chef de parti, ce dernier ne remporte aucun siège. Élu seul député de sa formation politique en 1964, dans Arm River, il est défait en 1967. Il se retire alors de la chefferie et une course à la chefferie voit l'élection de Edward Nasserden (en) l'année suivante.
Pedersen sert comme président de la Saskatchewan Liquor Board de 1983 à 1987.